# スリランカ軍
スリランカ軍（スリランカぐん、英語: Sri Lanka Armed Forces）は、スリランカ陸軍、スリランカ海軍、スリランカ空軍を含むスリランカの軍隊である。
スリランカ軍の最高司令官は大統領である。スリランカ軍の管理・運営は国防省が担当する。

## 歴史

### 独立前

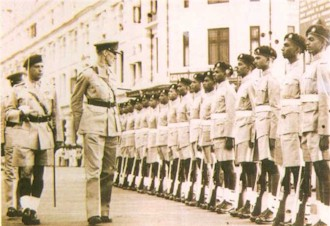
セイロン陸軍（1950年）

スリランカは二千年以上の長きに亘る軍事史を持つ。しかし近代のスリランカ軍に繋がるのはこうした時代に端を発する軍事組織ではなく、16世紀以降のポルトガル・オランダ・イギリス植民地時代に各国が戦争の支援に用いた民兵組織である。イギリスが組織したセイロンライフル連隊は、内陸部のキャンディ王国との戦争に投入された。この連隊は主に外国人であるマレー人から構成されたもので、戦争終結後も1873年まで存続した。
現代のスリランカ軍の直接の起源となるのは、1881年にイギリスにより組織されたCeylon Light Infantry Volunteersである。イギリスの守備隊を支援するために設立されたが、次第に規模を拡大。1910年には複数の連隊から構成されるCeylon Defence Force (CDF) へと移行した。第一次世界大戦ならびに第二次世界大戦においては、アジア・アフリカ方面の連合軍とともに、CDFもセイロン島防衛に動員されている。終戦時にはその規模は独立旅団まで拡大していたが、1946年には動員が解除された。また、1937年にはスリランカ海軍の起源となるセイロン海軍義勇軍 (CNVF) が組織されており、後にセイロン海軍志願予備員 (CRNVR) と改称され、大戦においてはイギリス海軍の一部として活動した。
1948年にイギリス連邦の自治国セイロンとして独立すると、政府はCDFとCRNVRを解散して、新たな軍組織を整備することを決定。1949年にセイロン陸軍が、1950年に王立セイロン海軍 (RCyN) が創設された。1951年には三番目の軍となる王立セイロン空軍 (RCyAF) も創設されている。これらの軍の創設にあたっては、イギリスからの支援がなされている。

### 独立後

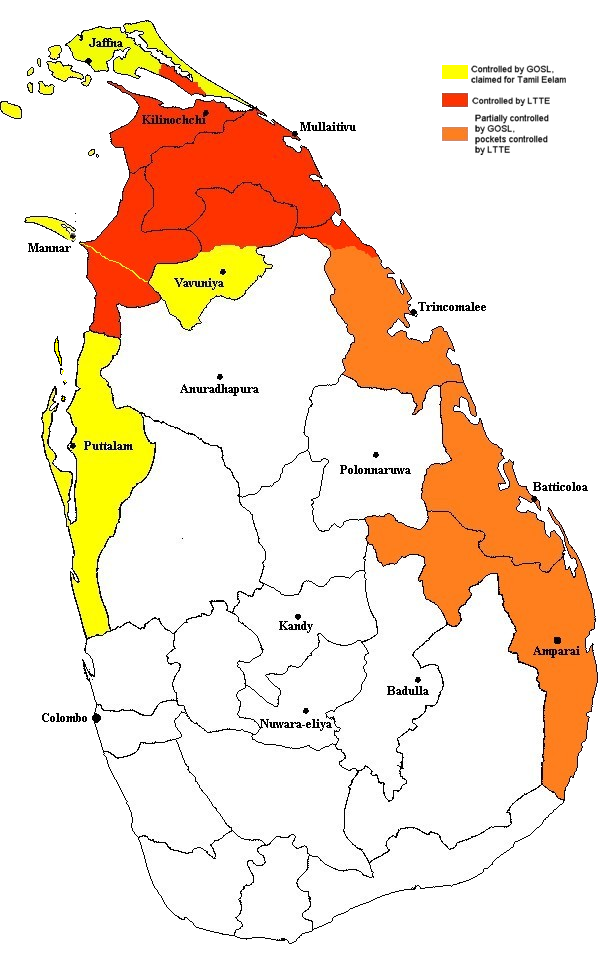
LTTEの勢力範囲（2005年当時、赤: LTTE支配地域、橙: LTTE一部支配地域、黄:LTTE領有主張地域）

独立後のセイロンは、隣国インドとも良好な関係を築いており、加えてイギリスとの防衛協定により差し迫った脅威がなかったことから、軍の成長は緩やかなものであった。1950年代、軍は警察業務など国内の治安維持のための活動が主であった。1962年には、軍の縮小と予算の削減に抗議する予備役のグループによる政変が発生している。しかし、1971年にはマルクス主義を掲げるスリランカ人民解放戦線 (JVP) の武装蜂起があり、軍が動員される初の戦いとなった。反乱は数ヶ月で鎮圧されたが、以後軍は成長を早めることになる。翌1972年、セイロンは憲法改正により共和制へと移行、国名をスリランカへと変更し、セイロン軍もスリランカ軍へと改称した。
1980年代の初期から、軍は新たに北部のタミル人民兵組織との戦いに動員されるようになる。これはその後26年に亘るスリランカ内戦の始まりであった。80年代にかけて軍は急速に成長を続けるが、内戦も80年代中盤になると、主要勢力であるタミル・イーラム解放のトラ (LTTE) との正規戦に近い状態へと移行した（第1次イーラム戦争）。国内にタミル人を抱える隣国インドの介入により和平交渉が行われ、平和の維持のためにインド平和維持軍 (IPKF) の派遣が行われた。
しかし、1987年には今度は南部でJVPが再度武装蜂起し、軍は1989年までこちらの鎮圧にも投入される。さらに北部ではLTTEとIPKFが交戦状態となり、1990年にIPKFが撤退すると、軍は再びLTTEとの交戦状態に入った（第2次イーラム戦争）。1994年に入り、和平交渉に向けた停戦が成立するも、LTTEの攻撃により短期間のうちに崩壊。以後2002年まで続く戦い（第3次イーラム戦争）では、北部と東部での正規戦に加え、スリランカ全土でのテロ攻撃が発生した。陸軍は全能力を持って戦いを続け、また海軍と空軍も陸軍の支援を強化した。
2002年になると今度はノルウェーの仲介により停戦が成立し、和平交渉が開始される。しかし最終的にはこれも失敗に終わり、2006年7月には戦闘が再燃する（第4次イーラム戦争）。中国やパキスタンからの軍事援助を受けた軍は、LTTEから分離した民兵組織カルナ派と協調して東部での攻勢を成功させ、2007年7月にはこの地域のLTTE勢力を一掃した。2008年になると軍は北部でも攻勢を強め、12月には全戦線において攻勢に移った。2009年頭にはLTTEの本拠地キリノッチを攻略、北東部ムッライッティーヴー周辺にLTTEを追い詰め、最終的に同年5月19日これを撃破した。 内戦終結後は、国防省が一時的に国防・都市開発省と改称され、余剰となった人員が道路や橋といったインフラ整備にも投入された。

## 人員
| 組織           | 現役    | 予備役 |
| スリランカ陸軍 | 177,000 |        |
| スリランカ海軍 | 50,000  |        |
| スリランカ空軍 | 28,000  |        |
| 準軍事組織     |         |        |

## 正規軍

### スリランカ陸軍

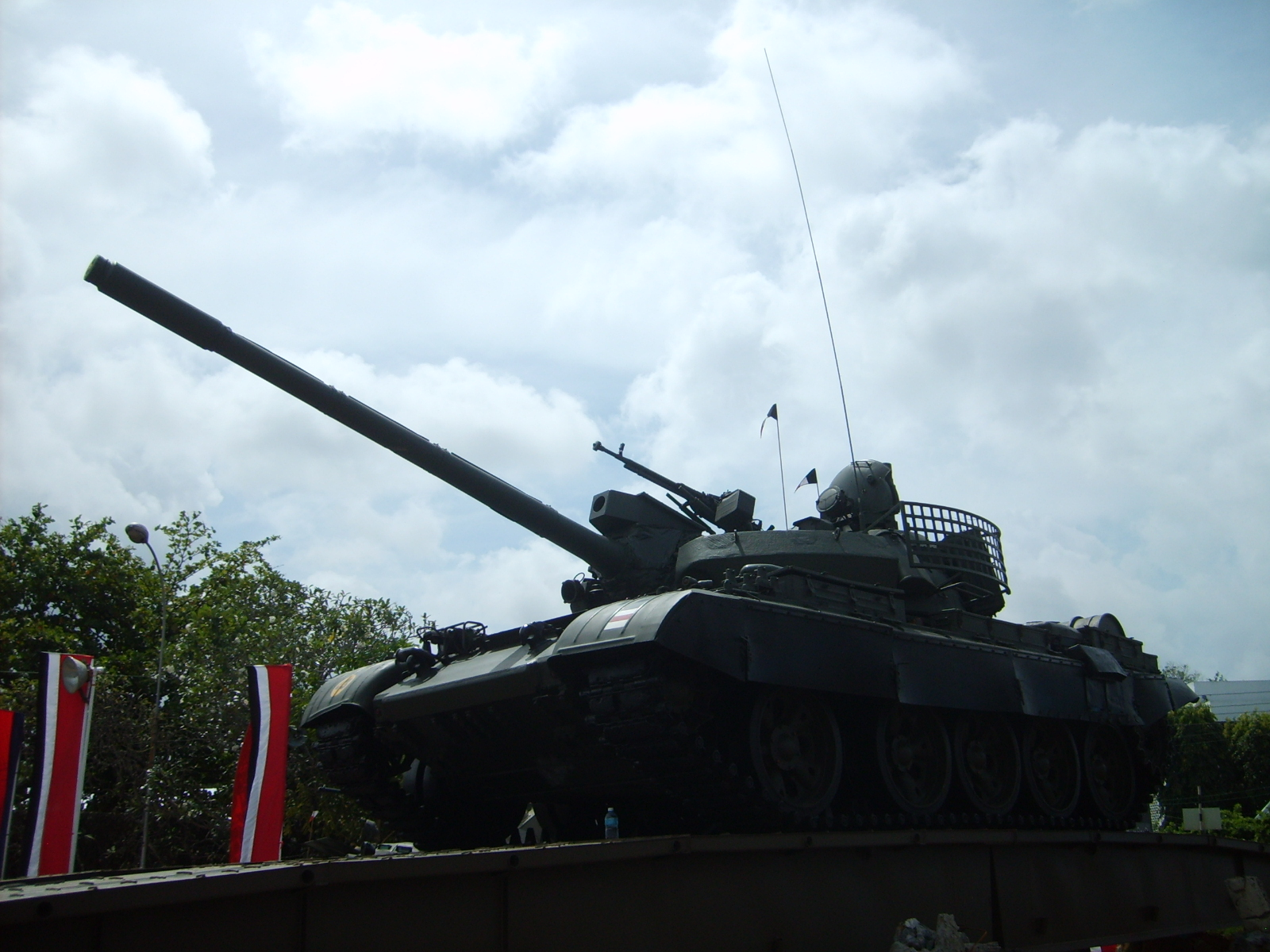
T-55AM2戦車

スリランカ陸軍は17万7千人の兵力を保有している。陸軍の主な任務は国防と治安維持で、2009年まで続いたスリランカ内戦におけるLTTEの掃討作戦にも投入されている。保有兵器は、創設当初は旧宗主国であるイギリス製が多かったが、その後旧ソ連（ロシア）製のT-55やBMP-3などによって更新され、さらに最近では中国製が増えつつある。
コンゴ動乱、1971年スリランカ人民解放戦線反乱、1987年-1989年スリランカ人民解放戦線反乱、並びにその後のスリランカ内戦に従事しており、豊富な戦闘経験を持っている。国連の平和維持活動への参加も非常に積極的で、2004年にはハイチでの平和維持活動に派遣している。

### スリランカ海軍
スリランカ海軍は5万人の兵力を保有している。現在スリランカ海軍は哨戒艦スカーニャ級を含む182隻の艦艇を保有している。小型艦が中心で、潜水艦や対潜哨戒機は保有していない。
傘下には上陸戦を担う特殊部隊SBSと海軍歩兵の海軍哨戒兵を置いている。

### スリランカ空軍
スリランカ空軍は2万8千人の人員、200機の航空機を保有している。ロシアのMiG-27/MiG-29、イスラエルのクフィルを始め、アメリカや中国などさまざまな国から購入した機体を使用している。

## 準軍事組織

### スペシャルタスクフォース
スペシャルタスクフォースは国防省の指揮を受け、スリランカ警察の所属となる。

### スリランカ民間警備隊
スリランカ民間警備隊は国防省の指揮を受けるも、平時はスリランカ警察の所属となる。

### スリランカ沿岸警備隊
スリランカ沿岸警備隊は、国防省の指揮を受け、活動する。